# 兒童鴛鴦
兒童鴛鴦，又名「鬼佬鴛鴦」（鬼鴦）、「黑白鴛鴦」或「小朋友鴛鴦」的飲料，由阿華田及好立克混合而成，凍飲或熱飲皆宜；由於不含咖啡因，因此適合兒童飲用，這也是香港特有的飲料。